# Distenia fulvipennis
Distenia fulvipennis là một loài bọ cánh cứng trong họ Cerambycidae.